# Stazione di Mantova Frassine
Stazione di Mantova Frassine vasútállomás Olaszországban, Lombardia régióban, Mantova településen.

## Vasútvonalak
Az állomást az alábbi vasútvonalak érintik:
- Mantova-Monselice-vasútvonal

## Kapcsolódó állomások
A vasútállomáshoz az alábbi állomások vannak a legközelebb:
- Stazione di Mantova
- Stazione di Gazzo di Bigarello